# Orniac
Cet article possède un paronyme, voir Orgnac-l'Aven.
Orniac est une commune française, située dans le centre du département du Lot en région Occitanie.
Elle est également dans le causse de Gramat, le plus vaste et le plus sauvage des quatre causses du Quercy.
Exposée à un climat océanique altéré, elle est drainée par le Célé et par un autre cours d'eau. Incluse dans le parc naturel régional des Causses du Quercy, qui a depuis 2017 le label de géoparc mondial Unesco, la commune possède un patrimoine naturel remarquable : un site Natura 2000 (la « basse vallée du Célé ») et cinq zones naturelles d'intérêt écologique, faunistique et floristique.
Orniac est une commune rurale qui compte 72 habitants en 2022, après avoir connu un pic de population de 508 habitants en 1793.  Elle fait partie de l'aire d'attraction de Cahors. Ses habitants sont appelés les Orniacois ou  Orniacoises.

## Géographie
Le Célé et le Ruisseau de Bourlandes sont les principaux cours d'eau qui traversent la commune située à 290 mètres d'altitude, Sa superficie est de 16,8 km².

### Communes limitrophes
Les communes limitrophes sont  Blars, Cabrerets, Lentillac-du-Causse, Sauliac-sur-Célé et Sénaillac-Lauzès.
|                     | Sénaillac-Lauzès | Blars            |
| Lentillac-du-Causse | Orniac           | Sauliac-sur-Célé |
| Cabrerets           |                  |                  |

### Climat
Pour des articles plus généraux, voir Climat de l'Occitanie et Climat du Lot.
En 2010, le climat de la commune est de type climat océanique altéré, selon une étude s'appuyant sur une série de données couvrant la période 1971-2000. En 2020, Météo-France publie une typologie des climats de la France métropolitaine dans laquelle la commune est toujours exposée à un climat océanique altéré et est dans la région climatique Ouest et nord-ouest du Massif Central, caractérisée par une pluviométrie annuelle de 900 à 1 500 mm, maximale en automne et en hiver.
Pour la période 1971-2000, la température annuelle moyenne est de 12,2 °C, avec une amplitude thermique annuelle de 15,6 °C. Le cumul annuel moyen de précipitations est de 933 mm, avec 10,6 jours de précipitations en janvier et 6,8 jours en juillet. Pour la période 1991-2020, la température moyenne annuelle observée sur la station météorologique la plus proche, située sur la commune de Lunegarde à 16 km à vol d'oiseau, est de 12,6 °C et le cumul annuel moyen de précipitations est de 828,1 mm,. Pour l'avenir, les paramètres climatiques de la commune estimés pour 2050 selon différents scénarios d’émission de gaz à effet de serre sont consultables sur un site dédié publié par Météo-France en novembre 2022.

### Milieux naturels et biodiversité

#### Espaces protégés
La protection réglementaire est le mode d’intervention le plus fort pour préserver des espaces naturels remarquables et leur biodiversité associée,.
La commune fait partie du parc naturel régional des Causses du Quercy, un espace protégé créé en 1999 et d'une superficie de 183 039 ha, qui s'étend sur 102 communes du département du Lot. La cohérence du territoire du Parc s’est fondée sur l’unité géologique d’un même socle de massif karstique, entaillé de profondes vallées. Le périmètre repose sur une unité de paysages autour de la pierre et du bâti (souvent en pierre sèche), de l’empreinte des pelouses sèches et du pastoralisme et de l’omniprésence des patrimoines naturels et culturels,. Ce parc a été classé Géoparc en mai 2017 sous la dénomination « géoparc des causses du Quercy », faisant dès lors partie du réseau mondial des Géoparcs, soutenu par l’UNESCO,.

#### Réseau Natura 2000

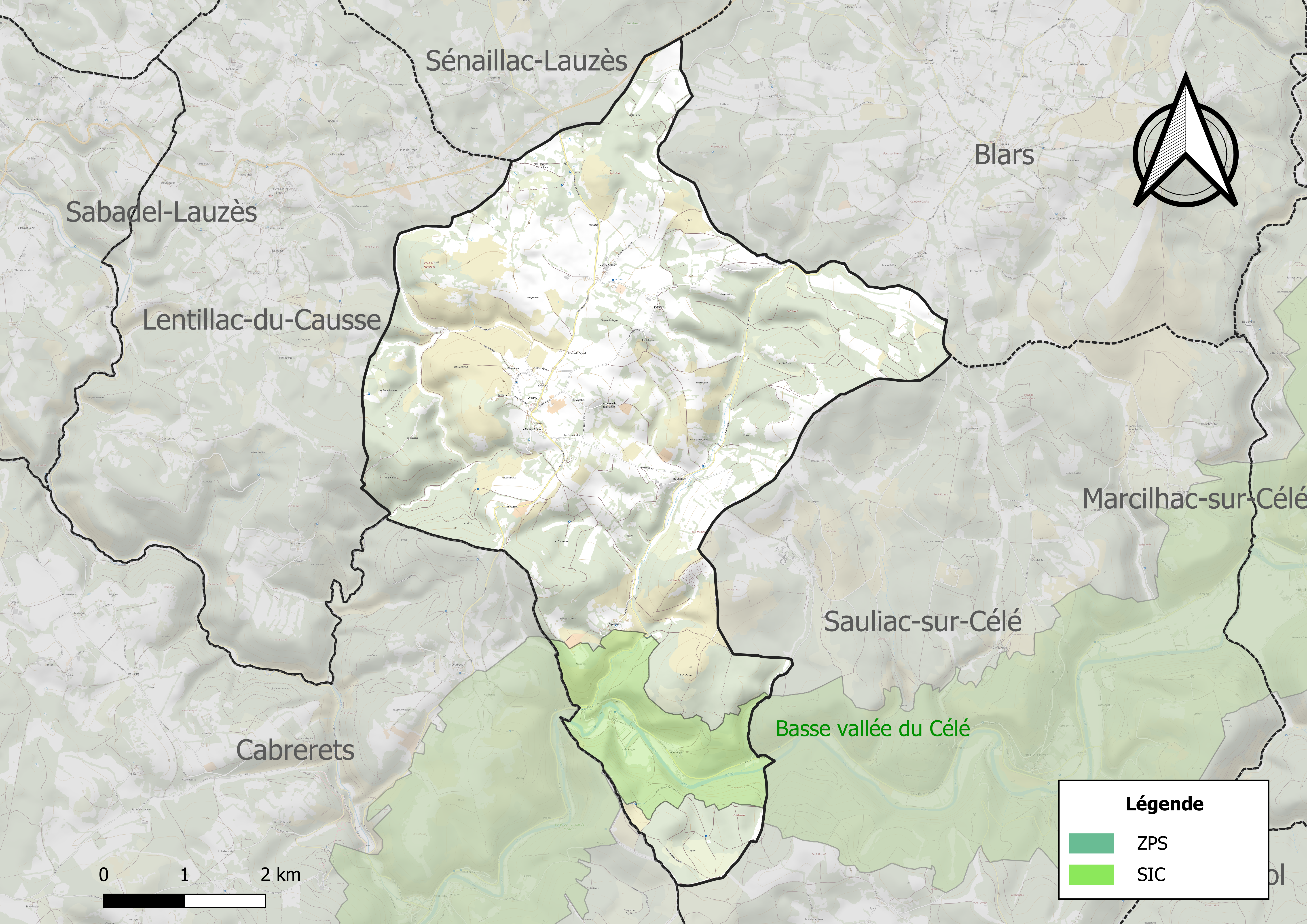
Site Natura 2000 sur le territoire communal.

Le réseau Natura 2000 est un réseau écologique européen de sites naturels d'intérêt écologique élaboré à partir des directives habitats et oiseaux, constitué de zones spéciales de conservation (ZSC) et de zones de protection spéciale (ZPS).
Un site Natura 2000 a été défini sur la commune au titre de la directive habitats : la « basse vallée du Célé », d'une superficie de 4 702 ha, abritant une faune, une flore et des milieux naturels remarquables, riches et diversifiés. 15 habitats naturels et  18 espèces, désignés au titre de la directive habitats, y ont été identifiés. Ont également été, mis en évidence la présence de plusieurs espèces remarquables et patrimoniales d'oiseaux, dont le Hibou grand-duc, le Faucon pèlerin et le Circaète Jean-le-Blanc (inscrits à la directive oiseaux).

#### Zones naturelles d'intérêt écologique, faunistique et floristique
L’inventaire des zones naturelles d'intérêt écologique, faunistique et floristique (ZNIEFF) a pour objectif de réaliser une couverture des zones les plus intéressantes sur le plan écologique, essentiellement dans la perspective d’améliorer la connaissance du patrimoine naturel national et de fournir aux différents décideurs un outil d’aide à la prise en compte de l’environnement dans l’aménagement du territoire.
Quatre ZNIEFF de type 1 sont recensées sur la commune :
- les « landes et forêt de Montclar » (849 ha), couvrant 4 communes du département[19] ;
- les « landes, pelouses sèches et bois des Escloupars et des pechs de Cuzals et de Gorse » (1 352 ha), couvrant 3 communes du département[20] ;
- le « pech de Fumades et forêt de Monclar » (728 ha), couvrant 4 communes du département[21] ;
- la « rivière Célé » (1 383 ha), couvrant 15 communes du département[22] ;

et une ZNIEFF de type 2, : 
la « basse vallée du Célé » (4 063 ha), couvrant 15 communes du département.

Cartes des ZNIEFF de type 1 et 2 à Orniac.
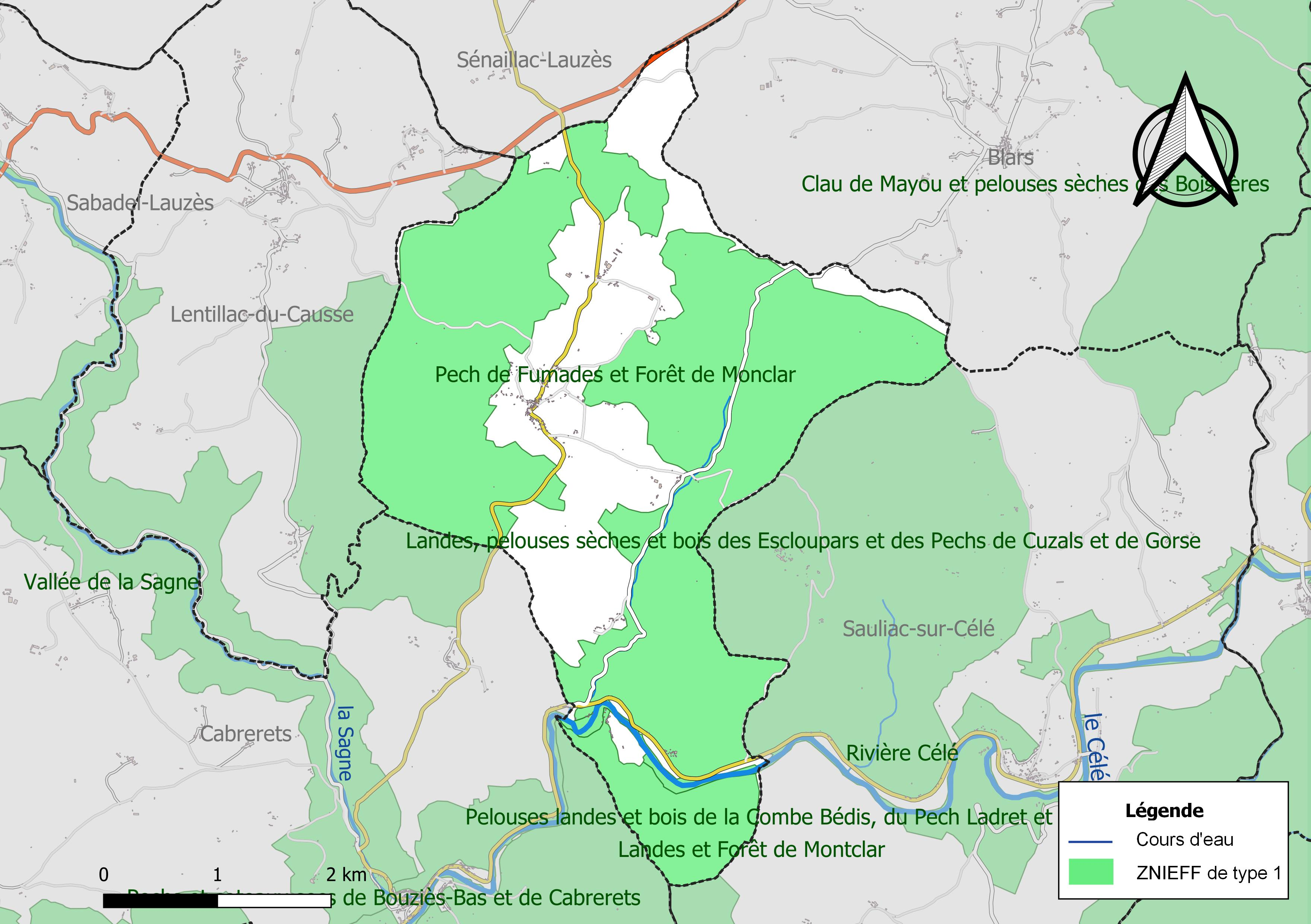
Carte des ZNIEFF de type 1 sur la commune.
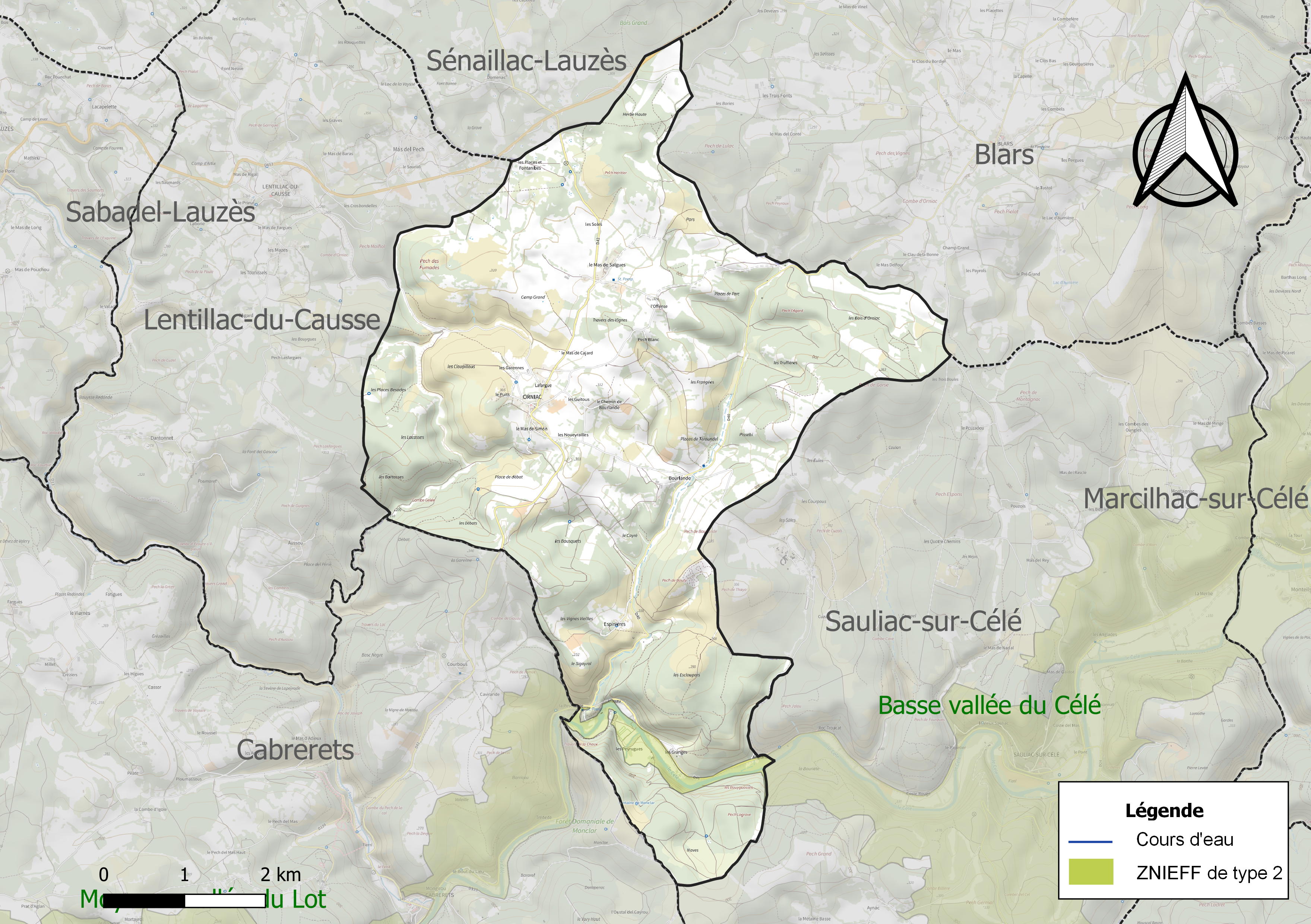
Carte de la ZNIEFF de type 2 sur la commune.

## Urbanisme

### Typologie
Au 1er janvier 2024, Orniac est catégorisée commune rurale à habitat très dispersé, selon la nouvelle grille communale de densité à sept niveaux définie par l'Insee en 2022.
Elle est située hors unité urbaine. Par ailleurs la commune fait partie de l'aire d'attraction de Cahors, dont elle est une commune de la couronne,. Cette aire, qui regroupe 78 communes, est catégorisée dans les aires de 50 000 à moins de 200 000 habitants,.

### Occupation des sols
L'occupation des sols de la commune, telle qu'elle ressort de la base de données européenne d’occupation biophysique des sols Corine Land Cover (CLC), est marquée par l'importance des forêts et milieux semi-naturels (81,2 % en 2018), en diminution par rapport à 1990 (82,7 %). La répartition détaillée en 2018 est la suivante : 
milieux à végétation arbustive et/ou herbacée (45,6 %), forêts (35,6 %), prairies (17,1 %), zones agricoles hétérogènes (1,7 %). L'évolution de l’occupation des sols de la commune et de ses infrastructures peut être observée sur les différentes représentations cartographiques du territoire : la carte de Cassini (XVIIIe siècle), la carte d'état-major (1820-1866) et les cartes ou photos aériennes de l'IGN pour la période actuelle (1950 à aujourd'hui).

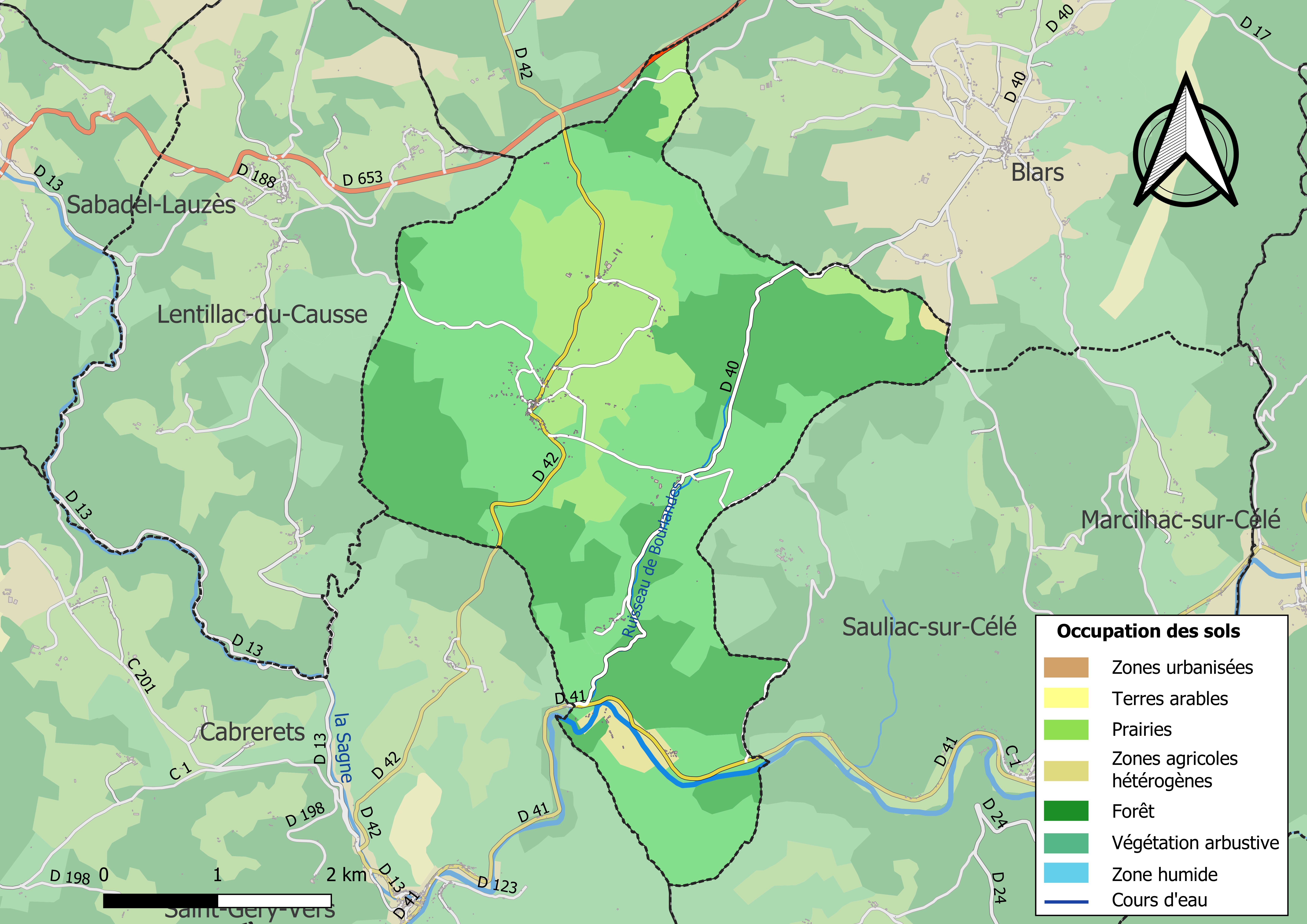
Carte des infrastructures et de l'occupation des sols de la commune en 2018 (CLC).

### Risques majeurs
Le territoire de la commune d'Orniac est vulnérable à différents aléas naturels : météorologiques (tempête, orage, neige, grand froid, canicule ou sécheresse), inondations, feux de forêts, mouvements de terrains et séisme (sismicité très faible). Il est également exposé à un risque technologique, la rupture d'un barrage. Un site publié par le BRGM permet d'évaluer simplement et rapidement les risques d'un bien localisé soit par son adresse soit par le numéro de sa parcelle.

#### Risques naturels
Certaines parties du territoire communal sont susceptibles d’être affectées par le risque d’inondation par débordement de cours d'eau, notamment le Célé. La cartographie des zones inondables en ex-Midi-Pyrénées réalisée dans le cadre du XIe Contrat de plan État-région, visant à informer les citoyens et les décideurs sur le risque d’inondation, est accessible sur le site de la DREAL Occitanie. La commune a été reconnue en état de catastrophe naturelle au titre des dommages causés par les inondations et coulées de boue survenues en 1982, 1999 et 2003,.
Orniac est exposée au risque de feu de forêt du fait de la présence sur son territoire du massif de la Moyenne vallée du Lot. Un plan départemental de protection des forêts contre les incendies a été approuvé par arrêté préfectoral le 30 novembre 2015 pour la période 2015-2025. Les propriétaires doivent ainsi couper les broussailles, les arbustes et les branches basses sur une profondeur de 50 mètres, aux abords des constructions, chantiers, travaux et installations de toute nature, situées à moins de 200 mètres de terrains en nature
de bois, forêts, plantations, reboisements, landes ou friches. Le brûlage des déchets issus de l’entretien des parcs et jardins des ménages et des collectivités est interdit. L’écobuage est également interdit, ainsi que les feux de type méchouis et barbecues, à l’exception de ceux prévus dans des installations fixes (non situées sous couvert d'arbres) constituant une dépendance d'habitation.

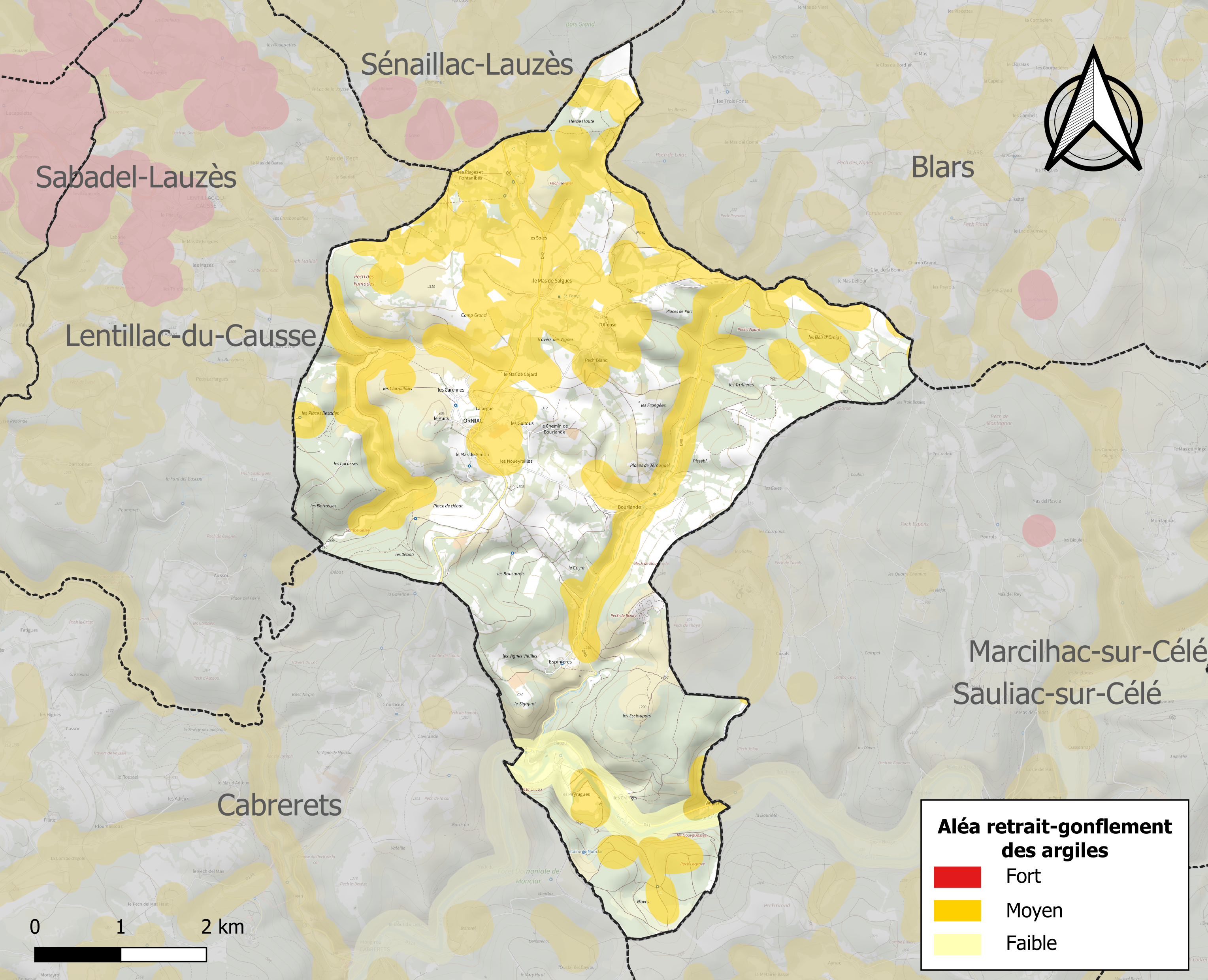
Carte des zones d'aléa retrait-gonflement des sols argileux d'Orniac.

Les mouvements de terrains susceptibles de se produire sur la commune sont des affaissements et effondrements liés aux cavités souterraines (hors mines) et des éboulements, chutes de pierres et de blocs. Par ailleurs, afin de mieux appréhender le risque d’affaissement de terrain, l'inventaire national des cavités souterraines permet de localiser celles situées sur la commune.
Le retrait-gonflement des sols argileux est susceptible d'engendrer des dommages importants aux bâtiments en cas d’alternance de périodes de sécheresse et de pluie. 39 % de la superficie communale est en aléa moyen ou fort (67,7 % au niveau départemental et 48,5 % au niveau national). Sur les 90 bâtiments dénombrés sur la commune en 2019, 54 sont en aléa moyen ou fort, soit 60 %, à comparer aux 72 % au niveau départemental et 54 % au niveau national. Une cartographie de l'exposition du territoire national au retrait gonflement des sols argileux est disponible sur le site du BRGM,.
Par ailleurs, afin de mieux appréhender le risque d’affaissement de terrain, l'inventaire national des cavités souterraines permet de localiser celles situées sur la commune.
Concernant les mouvements de terrains, la commune a été reconnue en état de catastrophe naturelle au titre des dommages causés par des mouvements de terrain en 1999.

#### Risques technologiques
La commune est en outre située en aval des barrages de Grandval et de Sarrans, des ouvrages de classe A disposant d'une retenue de respectivement 270,6 millions et 296 millions de mètres cubes,. À ce titre elle est susceptible d’être touchée par l’onde de submersion consécutive à la rupture d'un de ces ouvrages.

## Toponymie
Le toponyme Orniac est basé sur l'anthroponyme latin ou roman Orinius. La terminaison -ac est issue du suffixe gaulois -acon (lui-même du celtique commun *-āko-), souvent latinisé en -acum dans les textes.

## Histoire
L'abri des Peyrugues; à 3 km de Pech Merle (Cabrerets), est un site de référence pour le dernier pléniglaciaire aquitain, dont le Gravettien, Solutréen (niveaux stratigraphiques 10, 12z et 12a), Protomagdalénien et Magdalénien.
Le niveau protomagdalénien (niveau 18, Badegoulien ?) a livré 25 perles percées. 

Un niveau gravettien a livré une perle percée semblable à celles de l'abri Pataud (Les Eyzies-de-Tayac, Dordogne) et de l'abri du Blot (Cerzat, Haute-Loire). La grotte de la Verpillière I a elle aussi livré une perle semblable, mais probablement datée de l'Aurignacien.

## Politique et administration
| Période                                  | Période  | Identité              | Étiquette | Qualité |
| ---------------------------------------- | -------- | --------------------- | --------- | ------- |
| 1802                                     | 1830     | Joseph Heretie        |           |         |
| 1830                                     | 1847     | Jean Pierre Salgues   |           |         |
| 1847                                     | 1848     | Vincent Heretie       |           |         |
| 1848                                     | 1877     | Gaspard Grimal        |           |         |
| 1877                                     | 1891     | Jean François Salgues |           |         |
| 1891                                     | 1896     | Louis Liauzi          |           |         |
| 1896                                     | 1903     | C. Cassan             |           |         |
| 2001                                     | 2014     | Roland Cassan         |           |         |
| 2014                                     | En cours | Thérèse Vermande      |           |         |
| Les données manquantes sont à compléter. |          |                       |           |         |

## Démographie
L'évolution du nombre d'habitants est connue à travers les recensements de la population effectués dans la commune depuis 1793. Pour les communes de moins de 10 000 habitants, une enquête de recensement portant sur toute la population est réalisée tous les cinq ans, les populations de référence des années intermédiaires étant quant à elles estimées par interpolation ou extrapolation. Pour la commune, le premier recensement exhaustif entrant dans le cadre du nouveau dispositif a été réalisé en 2006.

En 2022, la commune comptait 72 habitants, en stagnation par rapport à 2016 (Lot : +1,31 %, France hors Mayotte : +2,11 %).
| 1793 | 1800 | 1806 | 1821 | 1831 | 1836 | 1841 | 1846 | 1851 |
| ---- | ---- | ---- | ---- | ---- | ---- | ---- | ---- | ---- |
| 508  | 437  | 471  | 429  | 413  | 409  | 423  | 412  | 435  |

| 1856 | 1861 | 1866 | 1872 | 1876 | 1881 | 1886 | 1891 | 1896 |
| ---- | ---- | ---- | ---- | ---- | ---- | ---- | ---- | ---- |
| 409  | 431  | 419  | 404  | 384  | 402  | 397  | 403  | 408  |

| 1901 | 1906 | 1911 | 1921 | 1926 | 1931 | 1936 | 1946 | 1954 |
| ---- | ---- | ---- | ---- | ---- | ---- | ---- | ---- | ---- |
| 324  | 311  | 314  | 248  | 177  | 157  | 139  | 117  | 97   |

| 1962 | 1968 | 1975 | 1982 | 1990 | 1999 | 2006 | 2011 | 2016 |
| ---- | ---- | ---- | ---- | ---- | ---- | ---- | ---- | ---- |
| 90   | 80   | 82   | 87   | 95   | 90   | 97   | 77   | 72   |

| 2021 | 2022 | - | - | - | - | - | - | - |
| ---- | ---- | - | - | - | - | - | - | - |
| 71   | 72   | - | - | - | - | - | - | - |

## Économie

### Emploi
|                | 2008  | 2013   | 2018  |
| -------------- | ----- | ------ | ----- |
| Commune        | 6,9 % | 10,6 % | 14 %  |
| Département    | 7,3 % | 8,9 %  | 9,6 % |
| France entière | 8,3 % | 10 %   | 10 %  |

En 2018, la population âgée de 15 à 64 ans s'élève à 42 personnes, parmi lesquelles on compte 62,8 % d'actifs (48,8 % ayant un emploi et 14 % de chômeurs) et 37,2 % d'inactifs,. En  2018, le taux de chômage communal (au sens du recensement) des 15-64 ans est supérieur à celui du département et de la France, alors qu'en 2008 la situation était inverse.
La commune fait partie de la couronne de l'aire d'attraction de Cahors, du fait qu'au moins 15 % des actifs travaillent dans le pôle,. Elle compte 10 emplois en 2018, contre 9 en 2013 et 28 en 2008. Le nombre d'actifs ayant un emploi résidant dans la commune est de 21, soit un indicateur de concentration d'emploi de 47,7 % et un taux d'activité parmi les 15 ans ou plus de 41,5 %.
Sur ces 21 actifs de 15 ans ou plus ayant un emploi, 9 travaillent dans la commune, soit 43 % des habitants. Pour se rendre au travail, 71,4 % des habitants utilisent un véhicule personnel ou de fonction à quatre roues, 4,8 % les transports en commun, 4,8 % s'y rendent en deux-roues, à vélo ou à pied et 19 % n'ont pas besoin de transport (travail au domicile).

### Activités hors agriculture
8 établissements sont implantés  à Orniac au 31 décembre 2019.
Le secteur de la construction est prépondérant sur la commune puisqu'il représente 37,5 % du nombre total d'établissements de la commune (3 sur les 8 entreprises implantées  à Orniac), contre 13,9 % au niveau départemental.

### Agriculture
|               | 1988 | 2000 | 2010 | 2020 |
| ------------- | ---- | ---- | ---- | ---- |
| Exploitations | 13   | 7    | 8    | 4    |
| SAU (ha)      | 366  | 429  | 540  | 561  |

La commune est dans les Causses », une petite région agricole occupant une grande partie centrale du département du Lot. En 2020, l'orientation technico-économique de l'agriculture  sur la commune est l'élevage d'équidés et/ou d' autres herbivores. Quatre exploitations agricoles ayant leur siège dans la commune sont dénombrées lors du recensement agricole de 2020 (13 en 1988). La superficie agricole utilisée est de 561 ha,,.

## Culture locale et patrimoine

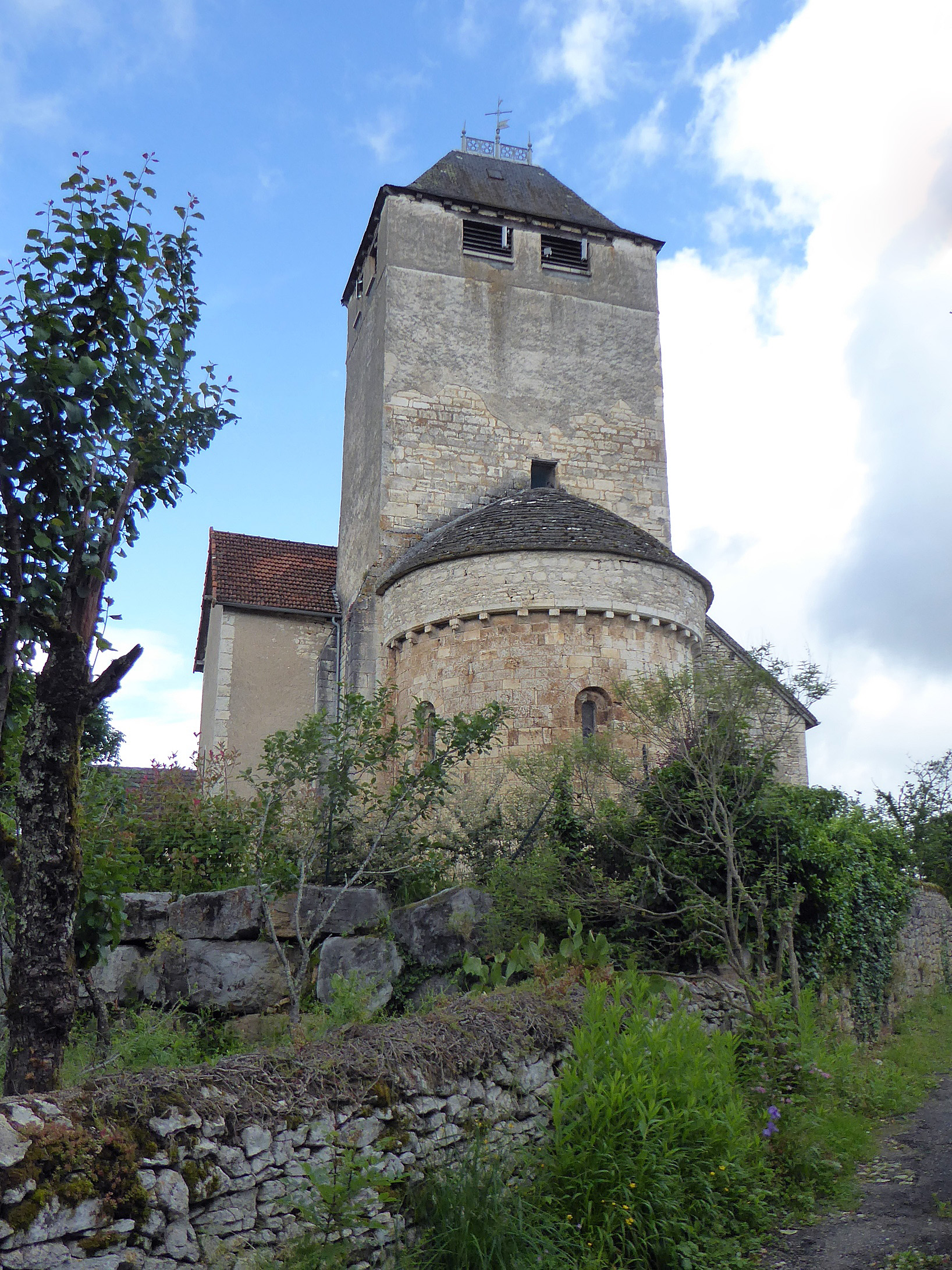
L'église de l'Assomption d'Orniac.

### Lieux et monuments
- Falaises de calcaire.
- Église de l'Assomption d'Orniac (fin du XIIe siècle). L'édifice est référencé dans la base Mérimée et à l'Inventaire général de la région Occitanie[51].